# It's All About Love
Pour plus de détails, voir Fiche technique et Distribution.
It's All About Love est un film de science-fiction danois réalisé par Thomas Vinterberg, sorti en 2003.

## Synopsis
Le film raconte l'histoire d'un jeune docteur en littérature polonaise qui doit se rendre au Canada pour donner un cours à l'université. Il fait une escale à New York pour signer les papiers du divorce avec sa très belle jeune femme. Cette dernière est une vedette de patinage artistique. Son activité est très lucrative et elle est jalousement protégée par sa famille. 
En parallèle, dans le monde entier, des gens meurent dans la rue sans raison apparente. L'action se passe en 2021 et le climat connaît des perturbations mystérieuses.
Le séjour à New York est quelque peu bouleversé car les papiers ne sont pas encore prêts et les avocats de sa femme insistent pour que le jeune homme reste à New York pour assister à la représentation de son épouse le soir-même.
En revoyant sa femme, il s'aperçoit que tout ne semble pas fonctionner normalement. Son escale va être plus longue que prévu initialement.

## Fiche technique
- Photographie : Anthony Dod Mantle
- Montage : Valdís Óskarsdóttir
- Musique : Nikolaj Egelund et Zbigniew Preisner
- Budget : 10 000 000 $
- Langue : anglais

## Distribution
- Claire Danes (V. F. : Adeline Moreau) : Elena
- Joaquin Phoenix (V. F. : Jean-Christophe Dollé) : John
- Sean Penn : Marciello
- Douglas Henshall : Michael
- Alun Armstrong : David
- Margo Martindale : Betsy
- Mark Strong : Arthur